# Platylabus hyperetis
Platylabus hyperetis là một loài tò vò trong họ Ichneumonidae.